# Egyed
Egyed is een plaats (község) en gemeente in het Hongaarse comitaat Győr-Moson-Sopron. Egyed telt 587 inwoners (2004) en ligt op een hoogte van rond de 115 meter.
Het dorp bevindt zich ongeveer 40 km ten zuidoosten van de Oostenrijkse grens en ongeveer 30 km ten zuidwesten van de stad Győr. Voorts ligt het in een laaggelegen steppegebied, de Kleine Hongaarse Laagvlakte.

## Bezienswaardigheden
- Tweetal oorlogsmonumenten
- Kerk
- Kasteel
- Voetbalclub Egyed SS

## Jaarlijkse dorpsfeest
- Eens per jaar, het laatste weekend van juni, wordt er het dorpsfeest georganiseerd. Het feest start zaterdagochtend met een koetsenparade door de straten van Egyed waarna iedereen zich verzamelt op het voetbalterrein van Egyed SS. Hier zijn vervolgens verschillende activiteiten voor jong en oud waaronder het traditionele goulash eten (foto) en de paardenraces (foto) waar men met paard en wagen een parcours af moet leggen zonder de pillonnen om te stoten en in een zo snel mogelijke tijd te finishen. Na de activiteiten overdag op het sportterrein verplaatst men zich richting het dorpscafé tegenover de kerk. Hier gaat het feest door met een band die doorspeelt tot in de vroege uurtjes.

## Aangrenzende gemeenten
| Aangrenzende gemeenten | Aangrenzende gemeenten | Aangrenzende gemeenten | Aangrenzende gemeenten | Aangrenzende gemeenten             |
| ---------------------- | ---------------------- | ---------------------- | ---------------------- | ---------------------------------- |
|                        |                        | Rábapordány            |                        | Bodonhely Kisbabot Rábaszentmiklós |
|                        |                        |                        |                        |                                    |
| Rábacsanak             | Árpás                  |                        |                        |                                    |
|                        |                        |                        |                        |                                    |
| Szany                  |                        |                        |                        | Sobor                              |